# Алекс Гірш
Алекса́ндер «Алекс» Ро́берт Гі́рш (англ. Alexander Robert Hirsch; нар.18 червня 1985, П'ємонт) — американський аніматор, сценарист, актор озвучування та телевізійний продюсер. Найбільш відомий своїм мультсеріалом каналу Disney XD «Таємниці Ґравіті Фолз», в якому також озвучив кілька персонажів. Раніше працював над мультсеріалами «The Marvelous Misadventures of Flapjack» і «Ловися, рибко!».

## Біографія
Александер Гірш народився 18 червня 1985 року в П'ємонті, штат Каліфорнія. Має сестру-близнючку, Аріель Гірш. Там він закінчив середню загальноосвітню школу П'ємонта. В 2002 році Алекс виграв щорічний шкільний конкурс по наслідуванню голосам птахів, після чого був запрошений на Пізнє шоу з Девідом Леттерманом. 
2007 року закінчив Каліфорнійський інститут мистецтв в Лос-Анджелесі, штат Каліфорнія. Під час навчання створив короткометражний фільм «Off The Wall», де була поєднана анімація та жива дія і «Cuddle Bee Hugs N'Such» з Едріаном Моліною, який був обраний Nicktoons Network для їх оригінального серіалу «Shorts in a Bunch» Літо 2006 року він провів в Портленді, де працював над анімаційним фільмом для студії Laika, який пізніше був скасований. 
Невдовзі після закінчення університету він працював сценаристом та розкадрувальником для мультсеріалу «Дивовижні Пригоди Флепджека» на Cartoon Network. Там він познайомився і подружився з аніматорами Джеймсом Гарландом Квінтелом (який працював над «Звичайним шоу») та Пендлтоном Вордом (працював над «Часом пригод»). Як творчий консультант і сценарист брав участь у розробці мультсеріалу «Ловися, рибко!» з Максвелом Атомсом та майбутнім творцем «Ріком та морті» Джастіном Ройландом.
2014 року озвучував ролі у відеогрі Disney Infinity: Marvel Super Heroes.

## Особисте життя
Натхненням для створення «Ґравіті Фолз» слугували власні спогади дитинства Гірша та його сестри-близнючки про літні канікули. Він перемістив у серіал багато подій із реального життя, таких як життя у П'ємонті та святкування Хелловіну разом із сестрою. Прототипом Мейбл Пайнс, однієї з головних героїнь «Таємниць Ґравіті Фолз», є Аріель Гірш, сестра-близнюк Алекса. У серіалі Мейбл має домашнє порося, яке його сестра завжди хотіла мати у дитинстві.
Гірш зустрічається із Даною Террас, художницею по розкадруванню «Ґравіті Фолз».

## Фільмографія

### Кіно
| Рік  | Назва                             | Режисер | Продюсер | Сценарист | Актор | Роль  | Примітки        |
| ---- | --------------------------------- | ------- | -------- | --------- | ----- | ----- | --------------- |
| 2006 | Off the Wall                      | Так     | Так      | Так       | Так   | Волбі | Короткометрівка |
| 2006 | Imaginary Friend                  | Так     | Так      | Так       | Так   | Волі  | Короткометрівка |
| 2018 | Untitled animated Spider-Man film | Ні      | Ні       | Так       | Ні    |       | Сценарист       |
| TBA  | Pokémon's Detective Pikachu       | Ні      | Ні       | Так       | Ні    |       |                 |

### Телебачення
| Рік            | Назва                         | Продюсер | Сценарист | Художник | Актор озвучування | Роль                                                        | Примітки                                                               |
| -------------- | ----------------------------- | -------- | --------- | -------- | ----------------- | ----------------------------------------------------------- | ---------------------------------------------------------------------- |
| 2008-2009      | Дивовижні пригоди Флепджека   | Ні       | Так       | Так      | Ні                |                                                             |                                                                        |
| 2010-2014      | Ловися, рибко!                | Ні       | Так       | Так      | Так               | Клемента, Фамбл, Епізодичні ролі                            | Також творчий консультант                                              |
| 2012-2016      | Таємниці Ґравіті Фолз         | Так      | Так       | Так      | Так               | Дядько Стен, Сус, МакҐаккет, Білл Шифр, Епізодичні ролі     | Творець серіалу                                                        |
| 2013           | Фінеас і Ферб                 | Ні       | Ні        | Ні       | Так               | Офіцер Конкорд                                              | Епізод: «Страшна трилогія жахів Трьох Штатів»                          |
| 2013           | Путівник Діппера по таємницях | Так      | Так       | Ні       | Так               | Дядько Стен, Сус, МакҐаккет, Епізодичні ролі                | Міні-епізоди «Таємниці Ґравіті Фолз» Також творець                     |
| 2014           | Путівник Мейбл по життю       | Так      | Так       | Ні       | Так               | Дядько Стен, Сус, МакҐаккет, Епізодичні ролі                | Міні-епізоди «Таємниці Ґравіті Фолз» Також творець                     |
| 2014           | Відремонтуй це з Сусом        | Так      | Так       | Ні       | Так               | Сус, Дядько Стен                                            | Міні-епізоди «Таємниці Ґравіті Фолз» Також творець                     |
| 2014           | Альбом Мейбл                  | Так      | Так       | Ні       | Так               | Дядько Стен, Сус Епізодичні ролі                            | Міні-епізоди «Таємниці Ґравіті Фолз» Також творець                     |
| 2016           | Вондер Тут і Там              | Ні       | Ні        | Ні       | Так               | Старий Сузі Ду Додаткові голоси                             | Епізод: «The Cartoon»                                                  |
| 2018           | Зоряна принцеса проти сил зла | Ні       | Ні        | Ні       | Так               | Бен Фотіно                                                  | Епізод: «Booth Buddies»                                                |
| 2018           | Ми звичайні ведмеді           | Ні       | Ні        | Ні       | Так               | Інтернет-троль                                              | Епізод: «Хелловінська штучка Чарлі 2»                                  |
| 2019           | Родина Грінів у місті         | Ні       | Ні        | Ні       | Так               | Вайатт                                                      | Епізод: «Паркове стовпотворіння»                                       |
| 2020–2023      | Совиний Дім                   | Ні       | Ні        | Ні       | Так               | Король Гуті Додаткові голоси                                | Також креативний консультант                                           |
| 2020           | Амфібія                       | Ні       | Ні        | Ні       | Так               | Куратор Жаба Сус                                            | Епізод: «Музей воскових фігур» Особлива подяка, Епізод: «Найважча річ» |
| 2021           | Кід Космік                    | Ні       | Ні        | Історія  | Ні                | -                                                           | 2 серії                                                                |
| 2021           | Сімпсони                      | Ні       | Ні        | Ні       | Так               | Білл Шифр                                                   | Епізод: «Bart's in Jail!»                                              |
| 2021–2022      | Корпорація змов               | Ні       | Так       | Так      | Так               | Ноель Аткінсон трав'янистий Ноель Аткінсон Додаткові голоси |                                                                        |
| 2020– до тепер | Черепашки-ніндзя: Історії     | Ні       | Ні        | Ні       | Так               | Негідник                                                    |                                                                        |
| 2025           | Чібіверс                      | Ні       | Ні        | Ні       | Так               | Гранкл Стен, Сус Рамірез, Хуті                              | 2 епізоди                                                              |